# Sportavex
SportAvex (contracción de Sport Aviation Exposition) es una exhibición de vuelo bianual organizada por la Sport Aircraft Association New Zealand Incorporated (SAANZ). Se trata de una feria en la cual se combinan exposiciones, exhibiciones de vuelo profesionales y, algo que año a año gana protagonismo, exhibiciones de vuelo de artefactos hechos en casa. Además, hay actividades deportivas y de ocio complementarias a lo largo de toda la feria.

## Eventos
- 1994 - Paraparaumu
- 1996 -
- 1998 - Matamata
- 2000 - Matamata
- 2002 - Matamata
- 2004 - Tauranga
- 2006 - Tauranga